# 塞維亞城牆

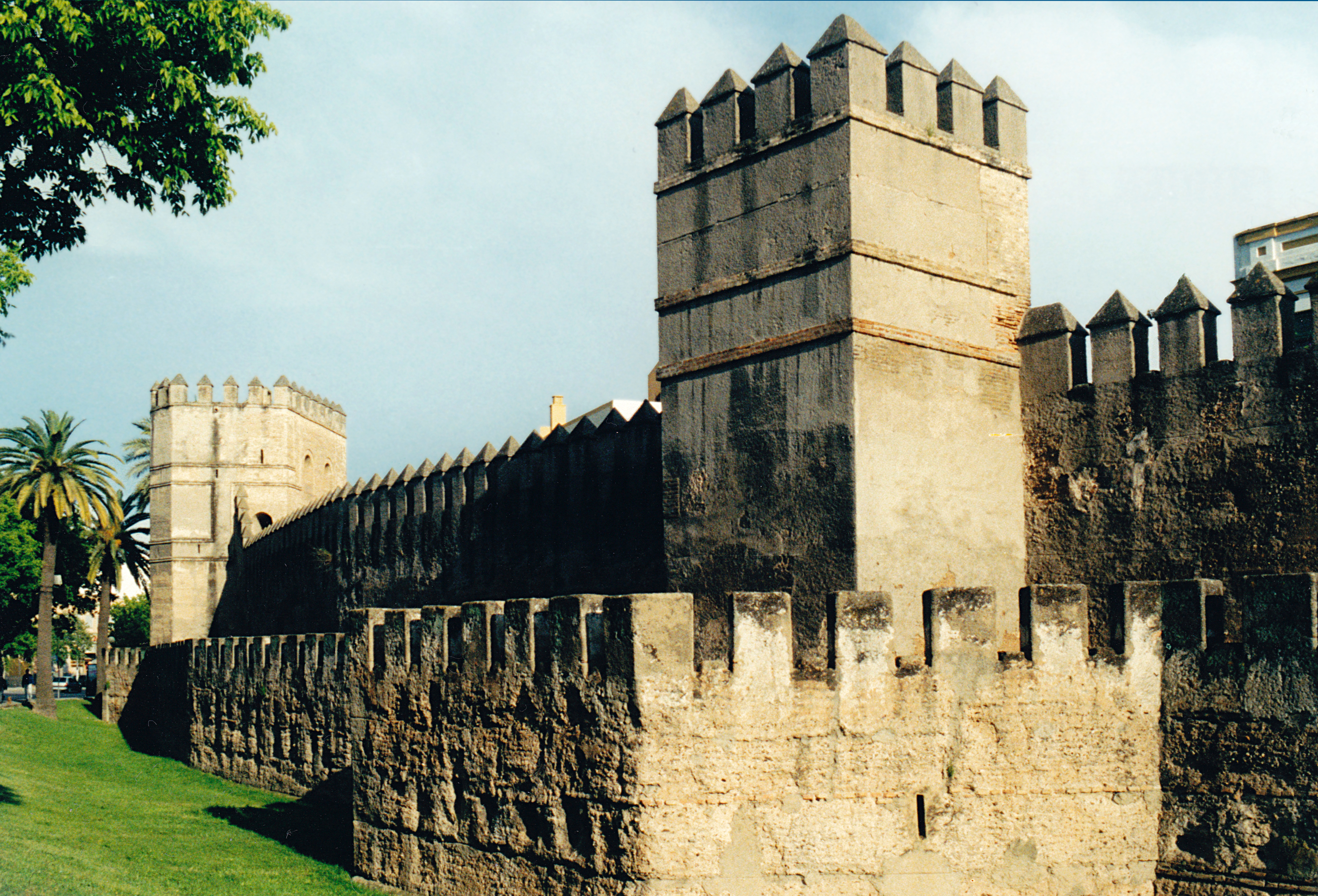
塞維亞城牆

塞維亞城牆 （Murallas de Sevilla）是西班牙城市塞維亞的城牆，這座城牆的歷史可以追溯至羅馬帝國時期。直到19世紀時，塞維利亞城牆保存完好。但在1868年西班牙革命後，部分城牆被拆除。塞維利亞城牆現在仍有部分保存，特別是在塞維利亞王宮的附近地區。城牆最初有18個出入口，現在保存了其中的四個。